# Myelobia murina
Myelobia murina là một loài bướm đêm trong họ Crambidae.